# Жилисуський сільський округ
Жилису́ський сільський округ (каз. Жылысу ауылдық округі, рос. Жылысуский сельский округ) — адміністративна одиниця у складі Жетисайського району Туркестанської області Казахстану. Адміністративний центр — село Аль-Фарабі.
Населення — 12083 особи (2021; 13321 у 2009, 10146 у 1999, 8444 у 1989).
Станом на 1989 рік існували Ленінська сільська рада (села Аль-Фарабі, Мінеральні Води, Путь Ільїча, Сейфулліно, Ушинське) та Новосельська сільська рада (села Женіс, Комунізм) Джетисайського району. Пізніше село Женіс колишньої Новосельської сільради увійшло до складу Жанааульського сільського округу. 1997 року Ленінський сільський округ перейменовано в сучасну назву, до його складу також передано село Прогрес Жанааульського сільського округу. 2023 року до складу Атамекенського сільського округу передано 0,14 км² Жилисуського сільського округу.

## Склад
До складу округу входять такі населені пункти:
| Населений пункт  | Колишні назви                                  | Населення, осіб (1989) | Населення, осіб (1999) | Населення, осіб (2009) | Населення, осіб (2021) |
| ---------------- | ---------------------------------------------- | ---------------------- | ---------------------- | ---------------------- | ---------------------- |
| Аль-Фарабі, село | отділення №1 совхоза імені Леніна              | 670                    | 836                    | 1237                   | 1369                   |
| Байконис, село   | Комунізм                                       | 1332                   | 1858                   | 2397                   | 2225                   |
| Бакконис, село   | отділення №1 совхоза імені Леніна, Ушинське    | 966                    | 1097                   | 1473                   | 1254                   |
| Жилису, село     | Мінеральні Води                                | 3297                   | 3752                   | 4799                   | 4542                   |
| Мирзашоки, село  | отділення №3 совхоза імені Леніна, Путь Ільїча | 1365                   | 1593                   | 2255                   | 1913                   |
| Сейфулліна, село | отділення №4 совхоза імені Леніна, Сейфулліно  | 814                    | 1010                   | 1160                   | 780                    |